# Championnat de Belgique féminin de handball de deuxième division 2012-2013
Navigation
2011-2012 2013-2014
La saison 2012-2013 du Championnat de Belgique féminin de handball de deuxième division est la 33e édition de la deuxième plus haute division féminine belge de handball. La première phase du championnat la phase classique oppose les dix meilleurs clubs de Belgique en une série de dix-huit rencontres puis de six à dix matchs durant les play-offs.

## Participants
| \| Jemeppe Bressoux Visé Bruxelles Overpelt Louvain Atomix Courtrai Gand Wilrijk \| Localisation des clubs engagés dans le championnat |
| Jemeppe Bressoux Visé Bruxelles Overpelt Louvain Atomix Courtrai Gand Wilrijk                                                          |

| Club                    | Ville                   | Province                     | Salle                              |
| ----------------------- | ----------------------- | ---------------------------- | ---------------------------------- |
| Fémina Visé 2           | Visé                    | Liège                        | Hall Omnisports de Visé            |
| Brussels Handball Club  | Evere                   | Région de Bruxelles-Capitale | Salle François Guillaume           |
| HV Uilenspiegel Wilrijk | Anvers                  | Anvers                       | Sporthal De Bist                   |
| DHC Overpelt            | Overpelt                | Limbourg                     | - Gemeentelijke Sporthal           |
| HC Leuven               | Louvain                 | Brabant wallon               | Sportschuur Wilsele                |
| Jeunesse Jemeppe        | Seraing                 | Liège                        | Hall Omnisports des Bois-des-Monts |
| HC Bressoux             | Liège                   | Liège                        | Hall Omnisports de Bressoux        |
| Apolloon Courtrai       | Courtrai                | Anvers                       | Sted. Sporthall Borgloon           |
| HC Atomix               | Haacht-Keerbergen-Putte | Brabant flamand-Anvers       | Sporthal Den Dijk                  |
| HC DB Gand              | Gand                    | Flandre-Orientale            | Sporthal Hekers                    |

## Organisation du championnat
La saison régulière est disputée par 10 équipes jouant chacune l'une contre l'autre à deux reprises selon le principe des phases aller et retour. Une victoire rapporte 2 points, une égalité, 1 point et, donc une défaite 0 point.
Après la saison régulière, les 4 équipes les mieux classées s'engagent dans les play-offs. Ceux-ci constituent en un nouveau championnat où les 4 équipes s'affrontent en phase aller-retour mais lors duquel l'équipe classée première de la saison régulière part avec 4 points, le second, 3, le troisième, 2, le quatrième, 1.
Ces quatre équipes s'affrontent dans le but de pouvoir terminer premier et, donc de monter en première division national.
Pour ce qui est des 6 dernières équipes de la phase régulière, elles s'engagent quant à elles dans les play-downs. Il s'agit là aussi d'une compétition normale en phase aller-retour mais pour laquelle, le premier de ces play-downs commence avec 6 points, le second, 5, le troisième, 4, le quatrième, 3, le cinquième, 2 et le sixième avec 1 points.
Ces quatre équipes s'affrontent dans le but de ne pas pouvoir finir aux trois dernières places dans ce cas les dernières équipes seront reléguées en fonction de leur fédération, si par exemple une de ces équipes est affiliée à la Ligue Francophone de Handball, elle sera reléguée en D1 LFH mais si un des clubs est affilié à l'Vlaamse Handbal Vereniging (Fr:Association Flamande de Handball), alors elle sera reléguée en Superliga, sur ces trois équipes, une laissera sa place au vainqueur de la D1 LFH tandis qu(une autre laissera sa place au vainqueur de la Liga. La dernière de ces trois équipes laissera quant à elle sa place au vainqueur du test match entre le deuxième de la D1 LFH et le deuxième de Liga.

## Saison régulière

### Classement
Mis à jour le 24/01/2013
|    | Équipe                  | Pts | J  | G  | N | P  | Bp  | Bc  | Diff |
| -- | ----------------------- | --- | -- | -- | - | -- | --- | --- | ---- |
| 1  | Brussels Handball Club  | 32  | 18 | 16 | 0 | 2  | 486 | 376 | 110  |
| 2  | HV Uilenspiegel Wilrijk | 29  | 18 | 14 | 1 | 3  | 582 | 460 | 122  |
| 3  | Fémina Visé 2           | 23  | 18 | 11 | 1 | 6  | 415 | 375 | 40   |
| 4  | DHC Overpelt            | 22  | 18 | 10 | 2 | 6  | 391 | 387 | 4    |
| 5  | HC Leuven               | 15  | 18 | 7  | 1 | 10 | 408 | 412 | -4   |
| 6  | HC Atomix               | 15  | 18 | 7  | 1 | 10 | 380 | 401 | -21  |
| 7  | HC DB Gand P            | 15  | 18 | 7  | 1 | 10 | 398 | 425 | -27  |
| 8  | Apolloon Courtrai T     | 15  | 18 | 7  | 1 | 10 | 407 | 441 | -34  |
| 9  | Jeunesse Jemeppe        | 8   | 18 | 3  | 2 | 13 | 435 | 498 | -63  |
| 10 | HC Bressoux P           | 6   | 18 | 3  | 0 | 15 | 341 | 469 | -128 |

|   | Qualification en playoffs |
|   | Playdowns                 |
| T | Tenant du titre 2012      |
| P | Promu 2012                |

### Résultats
| Résultats (dom.\ext.)                                      | Bru   | Wil   | Visé  | Ove   | Lou   | Atom  | Gand  | Cou   | Jem   | Bre   |
| Brussels H.C.                                              |       | 37-24 | 29-23 | 27-17 | 24-16 | 32-19 | 25-20 | 22-16 | 35-22 | 10-00 |
| HV Uilenspiegel Wilrijk                                    | 38-27 |       | 26-23 | 41-22 | 40-30 | 32-18 | 40-24 | 31-31 | 31-27 | 43-22 |
| Fémina Visé 2                                              | 25-28 | 30-29 |       | 25-14 | 19-18 | 21-17 | 22-17 | 30-14 | 26-23 | 28-21 |
| DHC Overpelt                                               | 28-19 | 28-22 | 20-24 |       | 25-20 | 22-16 | 21-18 | 28-18 | 21-21 | 21-15 |
| HC Leuven                                                  | 24-37 | 24-37 | 10-00 | 18-20 |       | 21-20 | 28-23 | 33-25 | 23-23 | 33-19 |
| HC Atomix                                                  | 18-26 | 37-30 | 19-25 | 14-14 | 18-16 |       | 19-22 | 22-23 | 34-27 | 34-22 |
| HC DB Gand                                                 | 23-31 | 19-25 | 24-24 | 23-26 | 15-25 | 21-24 |       | 22-23 | 29-20 | 26-27 |
| Apolloon Courtrai                                          | 21-24 | 23-24 | 26-24 | 25-21 | 23-17 | 20-22 | 18-19 |       | 27-21 | 25-23 |
| Jeunesse Jemeppe                                           | 27-33 | 24-30 | 19-26 | 28-24 | 25-21 | 22-26 | 21-26 | 28-34 |       | 28-21 |
| HC Bressoux                                                | 20-24 | 20-33 | 21-20 | 18-24 | 16-28 | 13-20 | 23-22 | 28-21 | 22-33 |       |
| - Victoire à domicile - Match nul - Victoire à l'extérieur |       |       |       |       |       |       |       |       |       |       |

## Play-offs

### Classement
Mis à jour le 24/01/2013
|   | Équipe                  | Pts | J | G | N | P | Bp  | Bc  | Diff |
| - | ----------------------- | --- | - | - | - | - | --- | --- | ---- |
| 1 | HV Uilenspiegel Wilrijk | 13  | 6 | 5 | 0 | 1 | 186 | 142 | 44   |
| 2 | Brussels Handball Club  | 10  | 6 | 3 | 0 | 3 | 159 | 159 | 0    |
| 3 | Fémina Visé 2           | 8   | 6 | 3 | 0 | 3 | 145 | 147 | -2   |
| 4 | DHC Overpelt            | 3   | 6 | 1 | 0 | 5 | 121 | 163 | -42  |

|  | Qualification pour la finale                        |
|  | Qualification pour le match pour la troisième place |

### Résultats
| Résultats (dom.\ext.)                                      | Brus  | Wilr  | Visé  | Over  |
| Brussels H.C.                                              |       | 28-33 | 33-29 | 24-19 |
| HV Uilenspiegel Wilrijk                                    | 35-20 |       | 27-19 | 24-19 |
| Fémina Visé 2                                              | 24-22 | 29-28 |       | 24-15 |
| DHC Overpelt                                               | 23-32 | 27-39 | 22-20 |       |
| - Victoire à domicile - Match nul - Victoire à l'extérieur |       |       |       |       |

Le HV Uilenspiegel Wilrijk est sacré champion de Belgique de deuxième division national et est ainsi promu en première division national.